# 戈伊恩塞

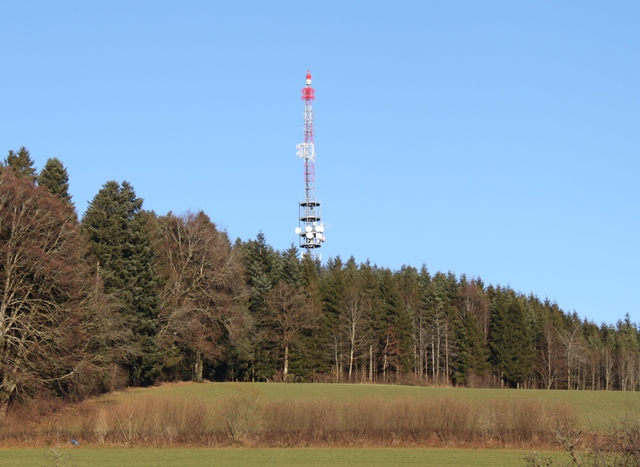

戈伊恩塞是瑞士的城鎮，位於該國中部，由琉森州負責管轄，面積6.45平方公里，七成半土地是農業用地，海拔高度507米，2011年人口2,524，人口密度每平方公里391人。